# Corran

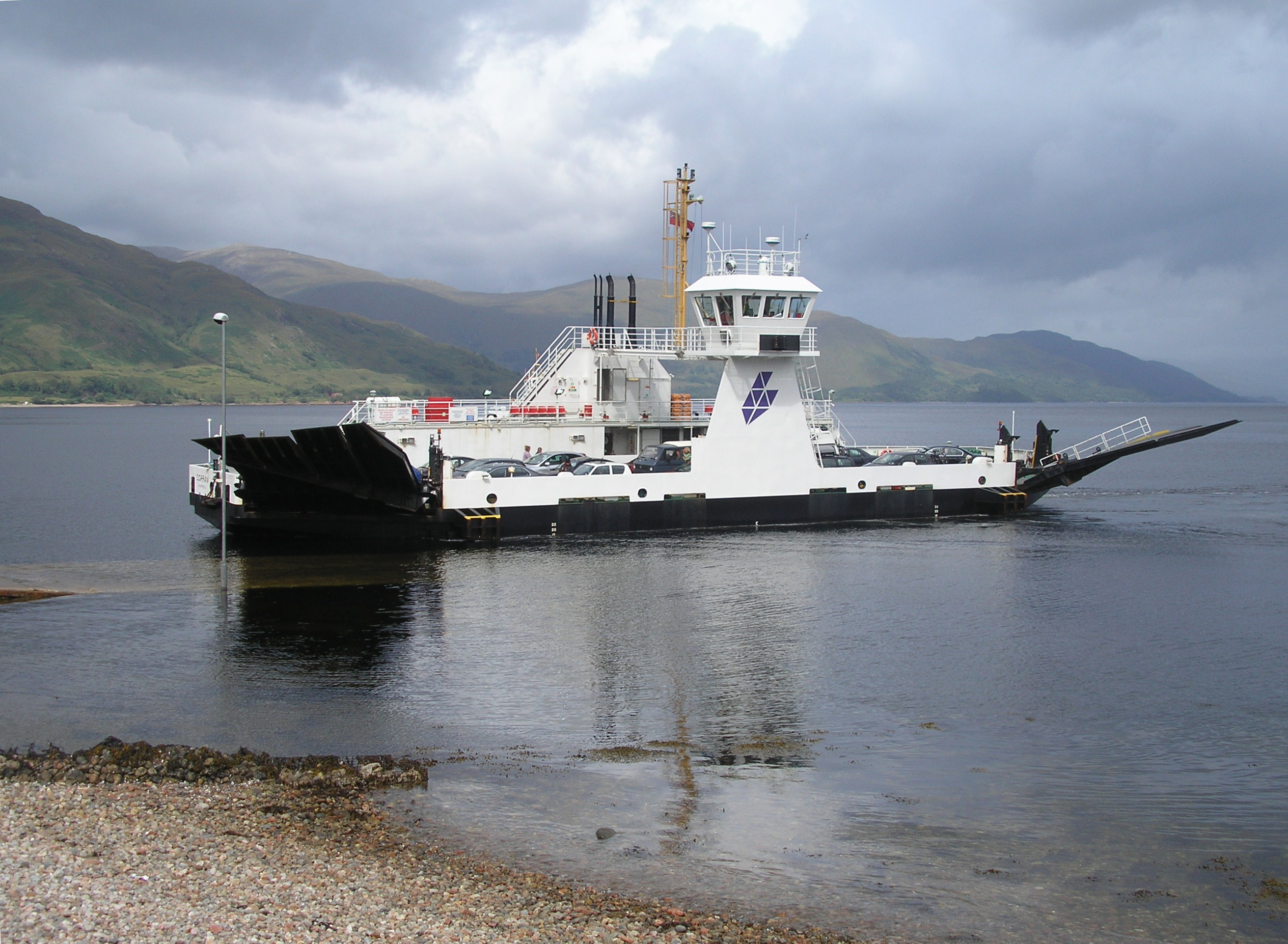
El Corran amarat a Ardgour

Corran (Escocès gaèlic:Un Corran) és un poble de pesca, situat a Corran Point, en el costat oest dels Corran Narrows de Loch Linnhe, a Lochaber, Highland, Escòcia. Hi ha tres petits poblaments a part del grup principal de cases: North Corran, Clovullin i Sallachan.
El Highland Council (Consell dels Higlands) de Corran té un transbordador que creua el loch Linnhe de Nether Lochaber a Ardgour, al Corran Narrows, a 9 milles (14 km) al sud de Fort William.